# Cool Kids of Death
Cool Kids of Death – polska grupa muzyczna wykonująca rock alternatywny. Powstała w 2001 roku w Łodzi. Nazwa sekstetu pochodzi od tytułu piosenki brytyjskiego zespołu Saint Etienne.

## Muzycy
Ostatni skład zespołu
- Krzysztof Ostrowski – wokal prowadzący (od 2001)
- Jakub Wandachowicz – gitara basowa (od 2001)
- Marcin Kowalski – gitara (od 2001)
- Kamil Łazikowski – instrumenty klawiszowe, programowanie (od 2001)
- Wojciech Michalec – gitara, efekty, wokal wspierający (od 2001)

oraz
- Jacek Frąś – perkusja (2001–2008), (2021-obecnie)

Byli członkowie zespołu
- Łukasz Klaus – perkusja (2008–2013)

## Dyskografia

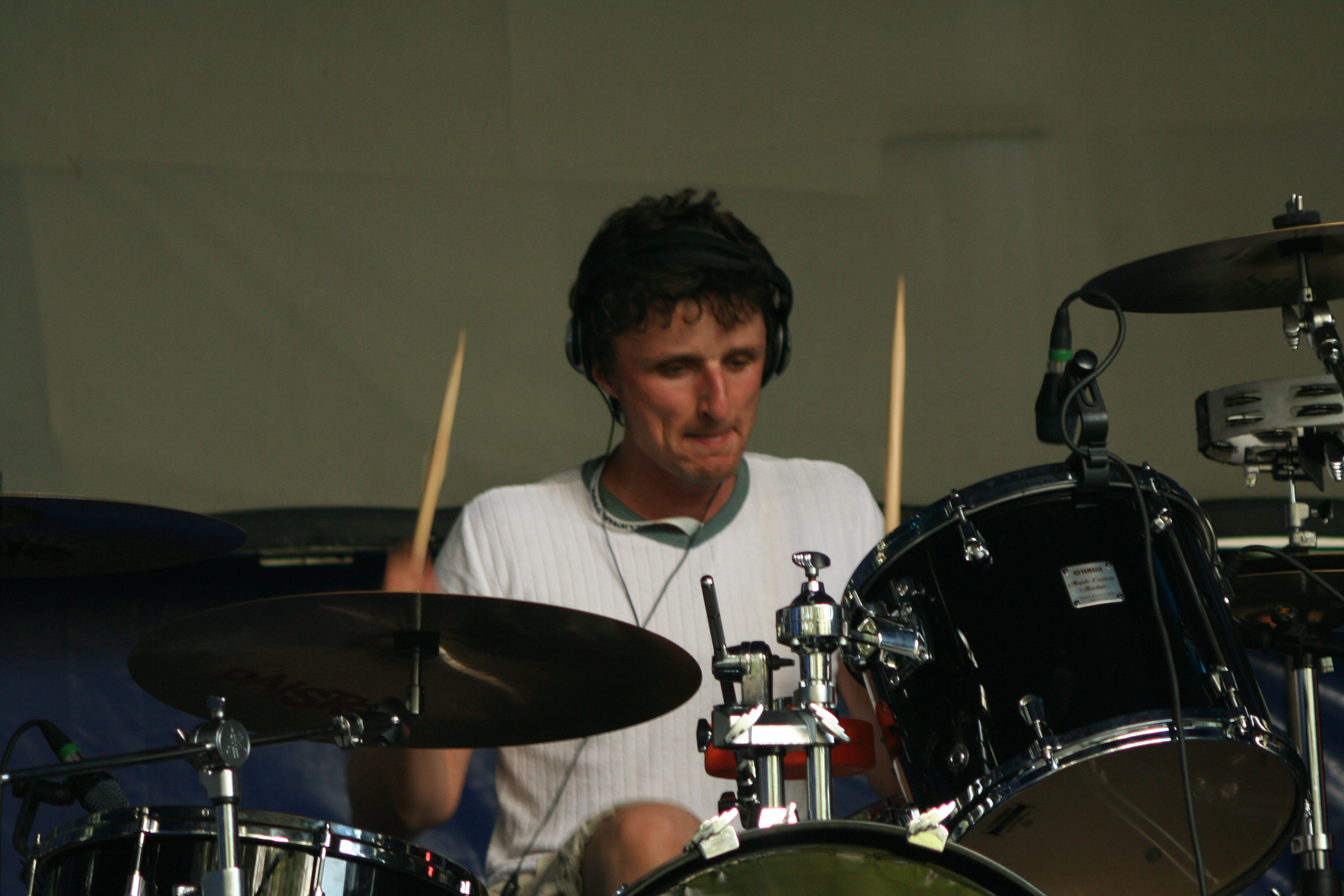
Jacek Frąś podczas koncertu na Off Festival w Mysłowicach 18 sierpnia 2007 roku

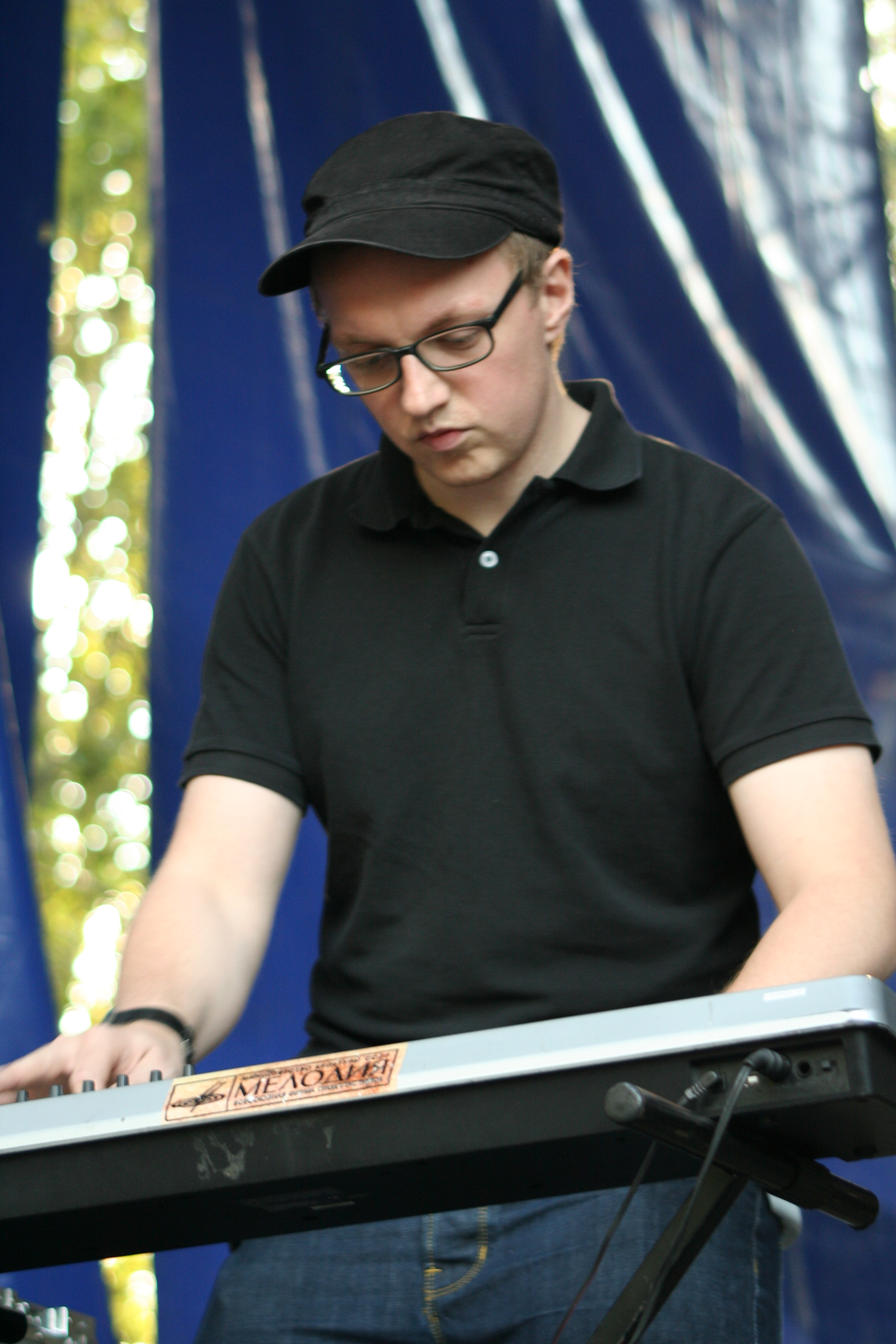
Kamil Łazikowski podczas koncertu na Off Festival w Mysłowicach 18 sierpnia 2007 roku

| 2001                           | Cool Kids of Death EP - Data: 2001 - Wydawca: brak (wydanie własne)                              | –  |
| 2001                           | Cool Kids of Death 2 EP - Data: 2001 - Wydawca: brak (wydanie własne)                            | –  |
| 2002                           | Cool Kids of Death - Data: 24 czerwca 2002 - Wydawca: Sissy Records/BMG                          | –  |
| 2003                           | 2 - Data: 1 września 2003 - Wydawca: Sissy Records/BMG                                           | 3  |
| 2005                           | Cool Kids of Death (wersja angielska) - Data: 25 kwietnia 2005 - Wydawca: Sony BMG, Vinyl Junkie | –  |
| 2006                           | 2006 - Data: 13 marca 2006 - Wydawca: Sony BMG                                                   | 15 |
| 2008                           | Afterparty - Data: 18 kwietnia 2008 - Wydawca: Agora S.A.                                        | –  |
| 2011                           | Plan ewakuacji - Data: 10 października 2011 - Wydawca: Sony Music                                | 38 |
| 2024                           | Origami EP - Data: 29 listopada 2024 - Wydawca: Mystic Production                                | –  |
| „–” pozycja nie była notowana. |                                                                                                  |    |

| Rok  | Tytuł                                                     |
| ---- | --------------------------------------------------------- |
| 2008 | YTRAPRETFA - Data: 2008 - Wydawca: brak (wydanie własne)  |
| 2009 | YTRAPRETFA 2 - Data: 29 maja 2009 - Wydawca: IsoundLabels |

| 2002                           | „Butelki z benzyną i kamienie” | 4  | –  |
| 2002                           | „Piosenki o miłości”           | 8  | –  |
| 2002                           | „Uważaj”                       | 18 | –  |
| 2003                           | „Armia zbawienia”              | 16 | –  |
| 2004                           | „Uciekaj”                      | 26 | –  |
| 2006                           | „Spaliny”                      | 12 | 42 |
| 2006                           | „Hej chłopcze”                 | 32 | 12 |
| 2006                           | „To nie zdarza się nam”        | 14 | –  |
| 2008                           | „Nagle zapomnieć wszystko”     | –  | 16 |
| 2008                           | „Bal sobowtórów”               | –  | 37 |
| 2011                           | „Plan ewakuacji”               | 10 | 50 |
| 2011                           | „Wiemy wszystko”               | 18 | 42 |
| 2012                           | „Karaibski”                    | –  | 38 |
| „–” pozycja nie była notowana. |                                |    |    |

## Filmografia
- Generacja C.K.O.D. (2004, film dokumentalny, reżyseria: Piotr Szczepański)
- Aleja gówniarzy (2007, dramat, reżyseria: Piotr Szczepański)
- C.K.O.D. 2 – Plan Ewakuacji (2013, film dokumentalny, reżyseria: Piotr Szczepański)
- Dwadzieścia lat później: C.K.O.D. 3 (2024, film dokumentalny, reżyseria: Piotr Szczepański)[15]

## Nagrody i wyróżnienia
- 2009 Miazga 2008 (nagroda miesięcznika Pulp) w kategorii koncertowy artysta roku
- 2007 Udział w polskiej preselekcji nagrody New Sounds of Europe podczas MTV Europe Music Awards
- 2005 Występ w słynnym londyńskim klubie Hammersmith Apollo jako support Iggy Popa i The Stooges
- 2004 Występ jako support Lenny’ego Kravitza
- 2004 Występ na niemieckim festiwalu „Berlinova” oraz czeskim festiwalu „Bartness” w Kopřivnicy
- 2003 Nominacja do MTV European Awards
- 2002 i 2003 Trzy nominacje do Nagród Polskiego Przemysłu Muzycznego – Fryderyki (Nowa Twarz Fonografii 2002, Alternatywny Album Roku 2002 i 2003)
- 2002 Nagroda „Dobra Strona Rocku” – magazyn „Przekrój”
- 2002 Debiut 2002 Roku – w plebiscycie słuchaczy Trójkowego Ekspresu
- 2002 Nadzieja 2002 Roku – w plebiscycie czytelników magazynu muzycznego „Tylko Rock”